# テルマ (映画)
『テルマ』（原題：Thelma）は、2017年のノルウェー・スウェーデン・デンマーク・フランスのホラー映画。ヨアキム・トリアー監督、エイリ・ハーボー主演。

## ストーリー
テルマはノルウェーの田舎町で信心深く厳格な両親に育てられた。そんな彼女には幼少期の記憶がなかった。
やがて成長したテルマはオスロの大学に入学し、1人暮らしを始める。そこで彼女はアンニャという同級生の女性と出会い、やがて初めての恋に落ちる。
だがそれ以来、テルマは突然の発作に襲われるようになり、周囲で不可解な出来事が続発するようになる。

## キャスト
テルマ
演 - エイリ・ハーボー
大学生。
アンニャ
演 - カヤ・ウィルキンス
テルマの同級生。テルマと互いに惹かれ合う。
トロン
演 - ヘンリク・ラファエルソン
テルマの父。
ウンニ
演 - エレン・ドリト・ピーターセン
テルマの母。足が不自由。

## リメイク
2018年、ハリウッドでリメイクされる事が決定した。フィルムネイション・エンターテインメントが版権を獲得し、クレイグ・ギレスピー監督、クリスティ・ホールが脚本を担当する。